# Skedesekret
Skedesekret (lat. lubricus = "glat/slimet") er en naturligt produceret skedevæske der nedsætter friktion ved samleje. Det produceres fra slimhinder i skedevæggen bl.a. ved seksuel opstemthed.

## Sammensætning
Smørevæsken indeholder vand, pyridin, squalen, urea, eddikesyre, mælkesyre, alkohol, diol, keton og aldehyd.
Væsken er typisk gennemsigtig. Det kan variere i mængde, konsistens, struktur, farve, smag og duft alt efter kvindes seksuelle opstemthed, hvor langt hun er i menstruationscyklusen, hendes diæt, evt. infektioner.
Skedesekret er en anelse kemisk sur. Sekretets normale pH ligger mellem 3,8 og 4,5.